# 할복: 사무라이의 죽음
《할복: 사무라이의 죽음》(一命, Hara-Kiri: Death of a Samurai)은 미이케 다카시 감독의 3D 일본 영화이다. 2011년 칸 영화제 경쟁부문에 출품됐다.

## 출연진
- 이치카와 에비조
- 미쓰시마 히카리
- 에이타
- 다케나카 나오토
- 아라이 히로후미
- 사사노 다카시
- 야쿠쇼 고지